# Rhinella diptycha
Rhinella diptycha är en groddjursart som först beskrevs av Cope 1862.  Rhinella diptycha ingår i släktet Rhinella och familjen paddor. IUCN kategoriserar arten globalt som otillräckligt studerad. Inga underarter finns listade i Catalogue of Life.